# Nueva Zelanda en los Juegos Paralímpicos de Innsbruck 1988
Nueva Zelanda estuvo representada en los Juegos Paralímpicos de Innsbruck 1988 por tres deportistas, dos hombres y una mujer.

## Medallistas
El equipo paralímpico neozelandés obtuvo las siguientes medallas:
| Nombre         | Deporte      | Evento                |
| -------------- | ------------ | --------------------- |
| Oro            |              |                       |
| —              |              |                       |
| Plata          |              |                       |
| Patrick Cooper | Esquí alpino | Eslalon LW4 masculino |
| Bronce         |              |                       |
| —              |              |                       |